# Teddybär

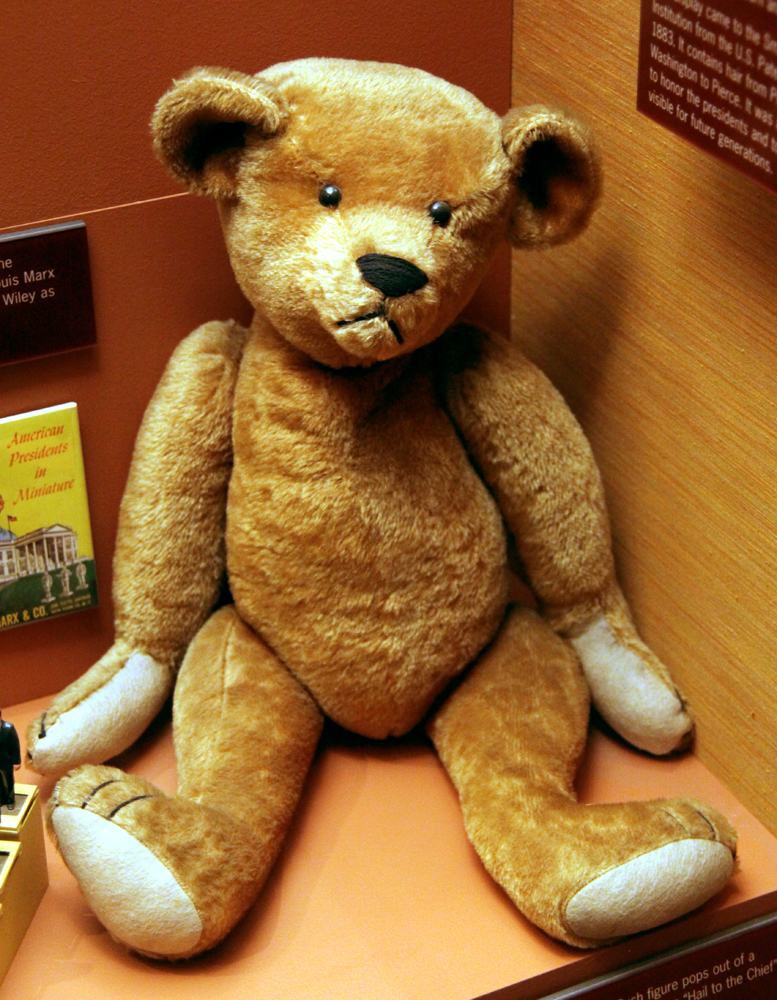
Teddybär aus den frühen 1900ern im Smithsonian Museum of Natural History. Produziert von Benjamin Michton, Sohn des Gründers der Ideal Toy Company 1903. Gehörte Theodore Roosevelts Enkel, Kermit Roosevelt jr.

Ein Teddybär, auch Teddy genannt, ist ein populäres Kuscheltier. Es handelt sich um die stilisierte, flauschige Nachbildung eines Bären mit meist brauner, beiger oder goldener Fellfarbe; die Größe variiert von Handtellergröße bis zu Modellen von etwa einem Meter Höhe. Inwendig hat er eine Füllung aus Baumwolle, Holzwolle, Kunststoffgranulat oder anderen Materialien. Ursprünglich war er ein reines Kinderspielzeug, heute werden Teddybären aber auch von Erwachsenen gesammelt.

## Geschichte
Über die Erfindung des Teddybären gibt es zwei voneinander abweichende Entstehungsgeschichten, eine deutsche und eine US-amerikanische.

### Deutsche Version

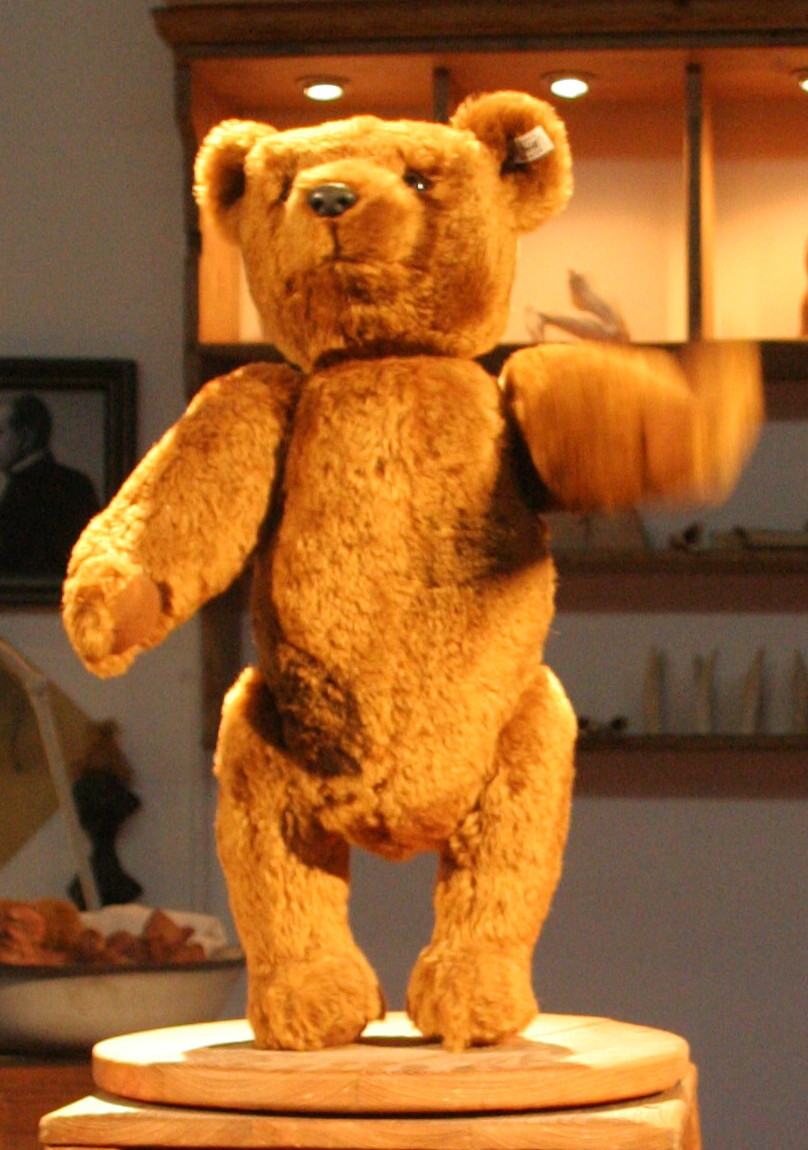
Nachbildung des 55 PB im Steiff Museum in Giengen an der Brenz

Nachweislich entwickelte Richard Steiff, ein Neffe der deutschen Spielzeugherstellerin Margarete Steiff, im Jahr 1902 in Giengen an der Brenz den ersten Plüschbären mit beweglichen Armen und Beinen, das Modell 55 PB. Dieses wurde Anfang 1903 in die USA versandt, kam aber dort bei den Kunden nicht an und wurde daher wieder zurück nach Deutschland geschickt.
Daraufhin stellte Margarete Steiff den PB 55 auf ihrem Messestand in Leipzig aus, wo sie hauptsächlich ihre gefilzten Nadelkissen anbot. Nach der Darstellung in der „Welt von Steiff“, dem Museum der Firma Steiff in Giengen, hat ein amerikanischer Vertreter, der in letzter Minute ein „Verlegenheitsmitbringsel“ brauchte, diesen Bären erstanden. Dem oder der Beschenkten soll der Bär jedoch nicht gefallen haben, woraufhin er weiter verschenkt wurde. Schließlich sei er im Schaufenster eines Geschäftes dem Sekretär von US-Präsident Theodore „Teddy“ Roosevelt, einem leidenschaftlichen Bärenjäger, aufgefallen, der ihn als Dekoration für die Geburtstagstafel von Roosevelts Tochter gekauft habe. Sie sei von dem Bären so angetan gewesen, dass sie ihn nach ihrem Vater „Teddy“ getauft habe.
Der Bär wurde immer beliebter, so dass ein amerikanischer Vertreter 1903 auf der Leipziger Messe 3.000 Teddybären bei der Firma Steiff bestellte, die nach einer weiteren Version der Geschichte als Tischdekoration auf einer Tafel des Präsidenten Verwendung fanden, woraufhin einer der Gäste ausgerufen haben soll: „Das sind ja Teddys Bären!“

### US-amerikanische Version

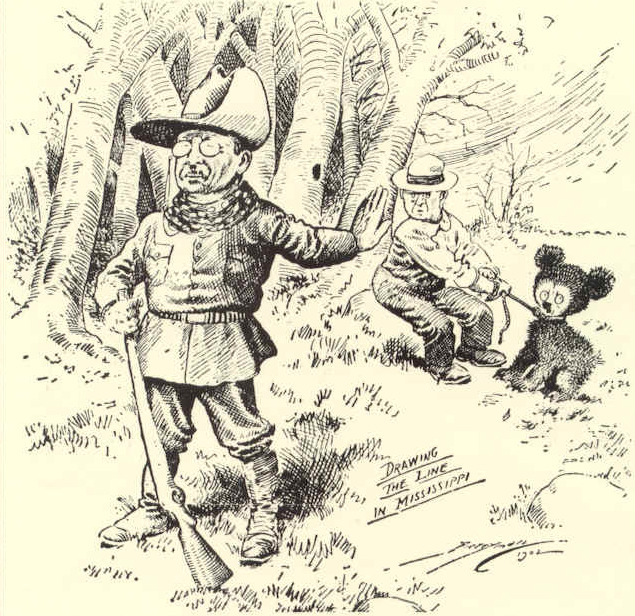
Karikatur von Clifford K. Berryman in der Washington Post (1902)

Nach der US-amerikanischen Version der Entstehungsgeschichte erhielt der Teddybär seinen Namen nach Theodore Roosevelt. Demnach hatte der Präsident, ein passionierter Jäger, 1902 auf einer Jagd in Mississippi keine Gelegenheit zum Abschuss eines Bären erhalten. Als ihm Mitglieder seiner Jagdgesellschaft daraufhin ein angebundenes Bärenbaby vor die Flinte setzten, weigerte er sich, dieses zu erschießen. Es wurde allerdings von seinem Jagdkameraden John M. Parker, dem Gouverneur von Louisiana, mit einem Jagdmesser getötet.
Clifford K. Berryman, ein Karikaturist der Washington Post, hielt diesen Vorfall in einer Zeichnung fest. Da er das Bärchen in weiteren Karikaturen verwendete, wurde es schnell zur Symbolfigur für den Präsidenten. Von diesen Karikaturen inspiriert, bastelten der russische Einwanderer Morris Michtom und seine Frau Rose einen Bären als Dekoration für das Schaufenster ihres Ladens in Brooklyn. Roosevelt soll ihnen schriftlich gestattet haben, ihn „Teddy’s bear“ zu nennen.  Die Großhandelsfirma Butler Brothers sorgte für eine starke Nachfrage nach dem Kinderspielzeug. Daraufhin gründeten die Michtoms 1903 die Ideal Novelty and Toy Company und schufen ebenfalls einen Gelenk-Teddy. Der 9. September wird in den USA als Teddy Bear Day gefeiert.
Später wurden auch Teddybären gefertigt, für die der Koala als Vorbild verwendet wurde, dessen Gesicht noch mehr dem Kindchenschema entsprechende Merkmale aufweist.

## Besondere Teddybären als Sammel- und Kunstobjekte

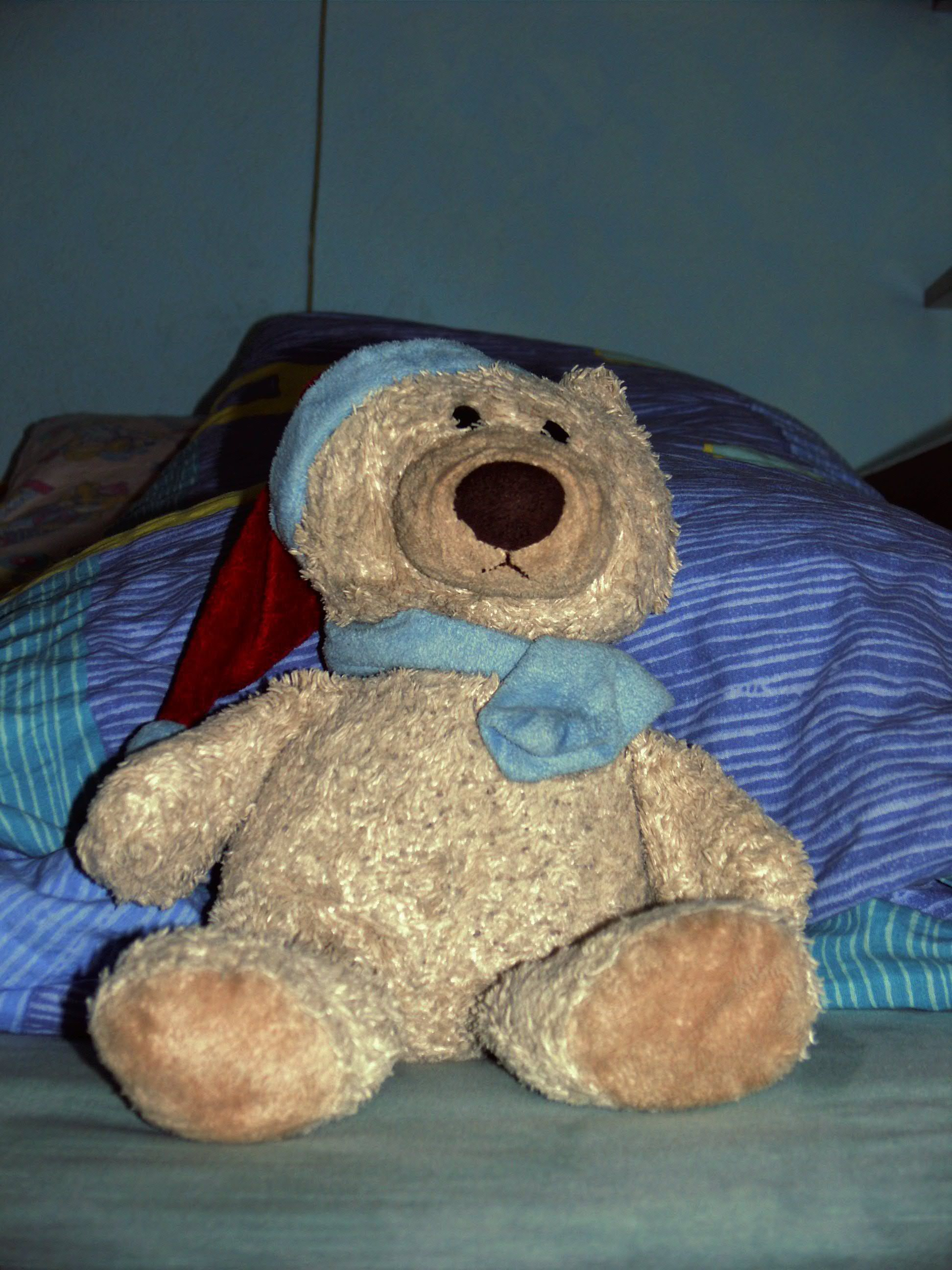
Bob der Bär

Um Steiff-Teddybären hat sich eine weltweite Sammlerszene entwickelt. Es gibt unter anderem Club-Mitgliedschaften und Abos zum Erwerb je eines Exemplars aus einem limitierten Jahresmodell. Es gibt spezielle Magazine, wie zum Beispiel TEDDYS kreativ oder BärReport, die auf Künstler, Kreative und Hobbymacher wie auch Sammler abgestimmt sind.
Mittlerweile gibt es auch eine weltweite Sammlerszene um sogenannte Künstlerteddybären. Diese Teddybären sind in der Regel Einzelstücke. Sie werden von den Künstlern entworfen, gefertigt und meist direkt in Online-Shops sowie auf Messen verkauft. Sie bestehen aus hochwertigen Materialien wie Mohair, Alpaka oder Viskose. Starke Künstlerszenen gibt es außer in Deutschland in Russland, Japan, im Vereinigten Königreich sowie in den Niederlanden.
Der größte Teddy kommt aus Sonneberg von der Firma Martin Bären. Er hat eine Höhe von 5,40 Meter und steht im Deutschen Teddybären-Museum Sonneberg. Auch der kleinste Teddybär der Welt kommt aus Deutschland. Er misst nur 5 Millimeter, ist aber trotz seiner Winzigkeit voll beweglich. Er wurde von Bettina Kaminski aus Reinfeld genäht. Der von der Presse „Mini the Pooh“ getaufte Winzling wird im Museum „A World in Miniature“ in Carlisle dauerhaft ausgestellt.

## Messen
Die Messe „Teddybär total“ findet jährlich in Münster (Westfalen) statt und präsentiert eine Vielzahl ausländischer Künstler. Eine andere große Fachmesse, die „Teddybär Welt“ in Wiesbaden, legt den Schwerpunkt auf deutsche Künstler. Darüber hinaus gibt es internationale Messen wie die „Hello Teddy!“ in Moskau, die JTBA Convention in Tokio, TeddyLand in Kiew oder Hugglets in London.

## Herstellungsschritte

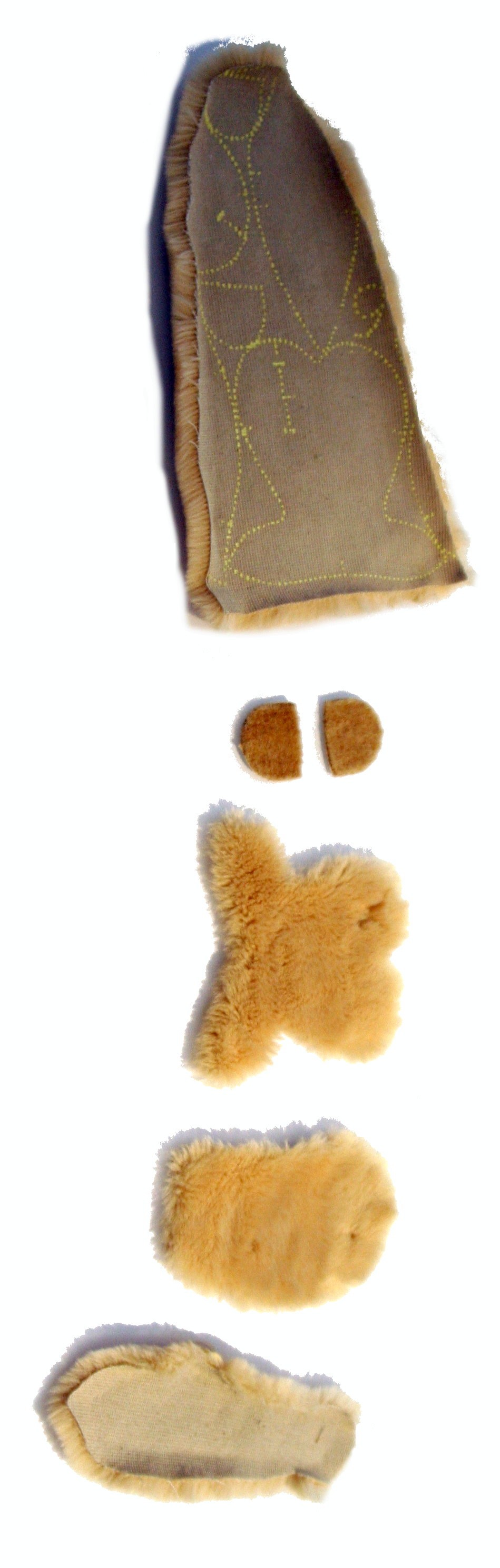
Ausschneiden der Teile
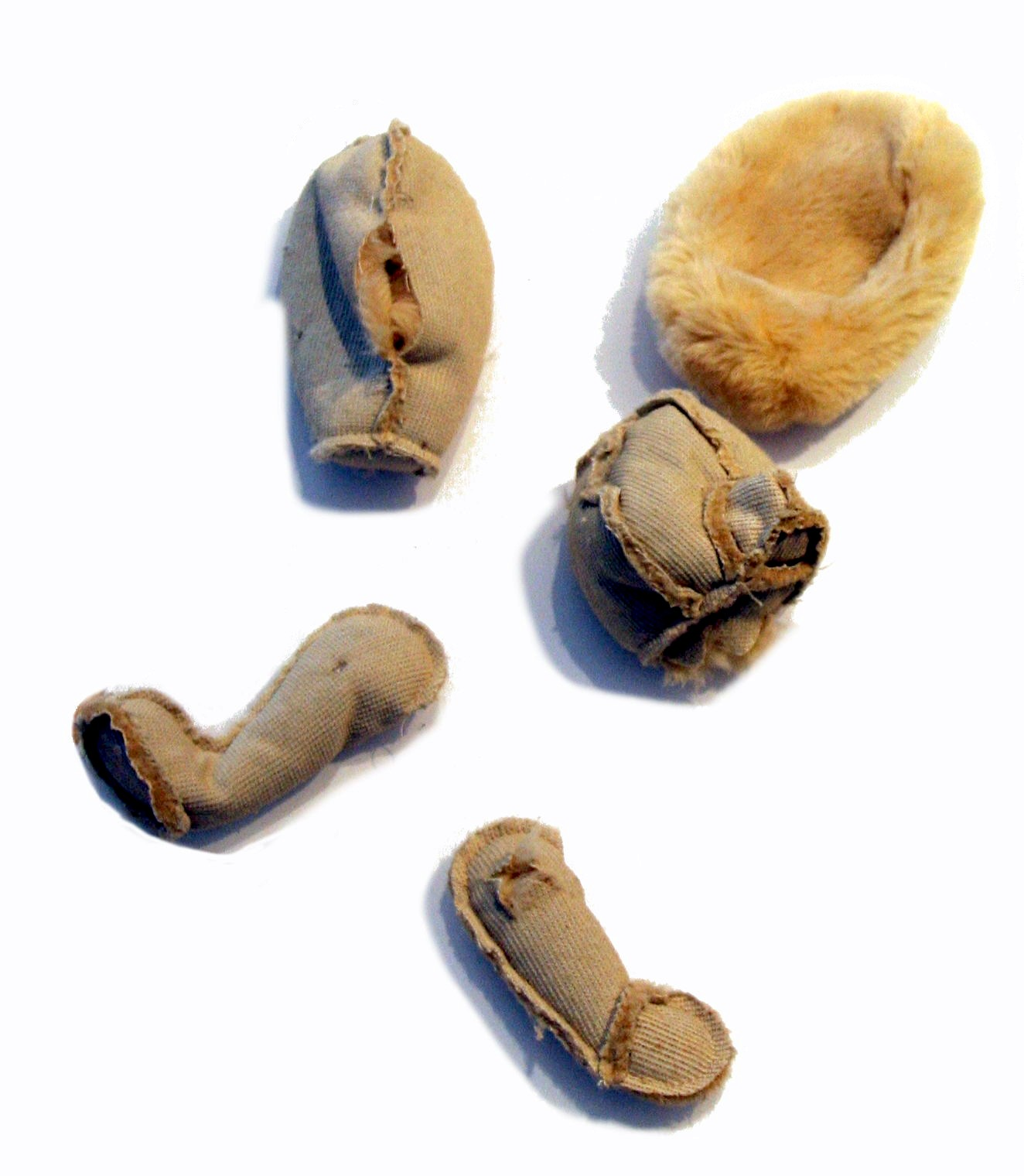
Nähen und Wenden
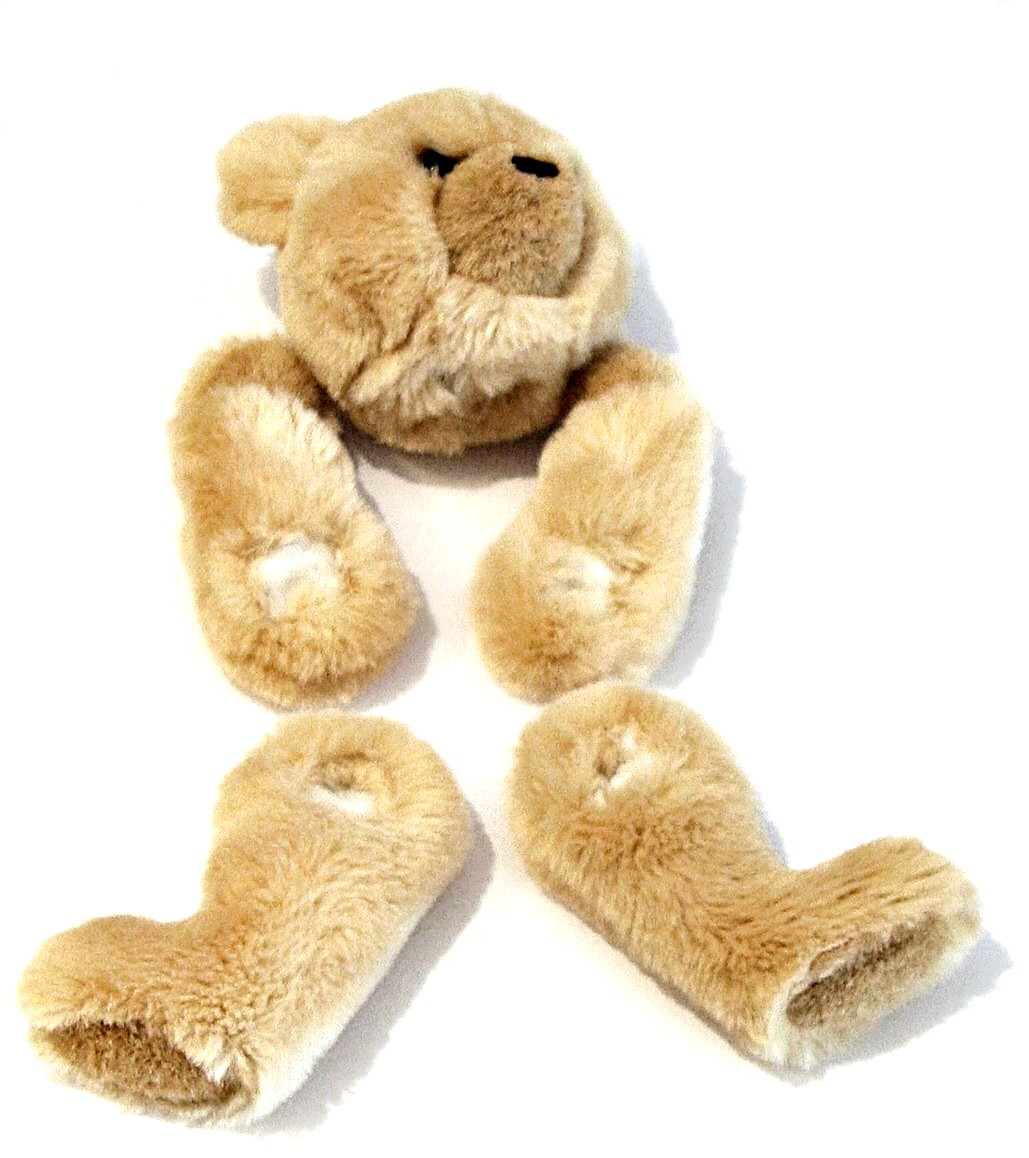
Füllen
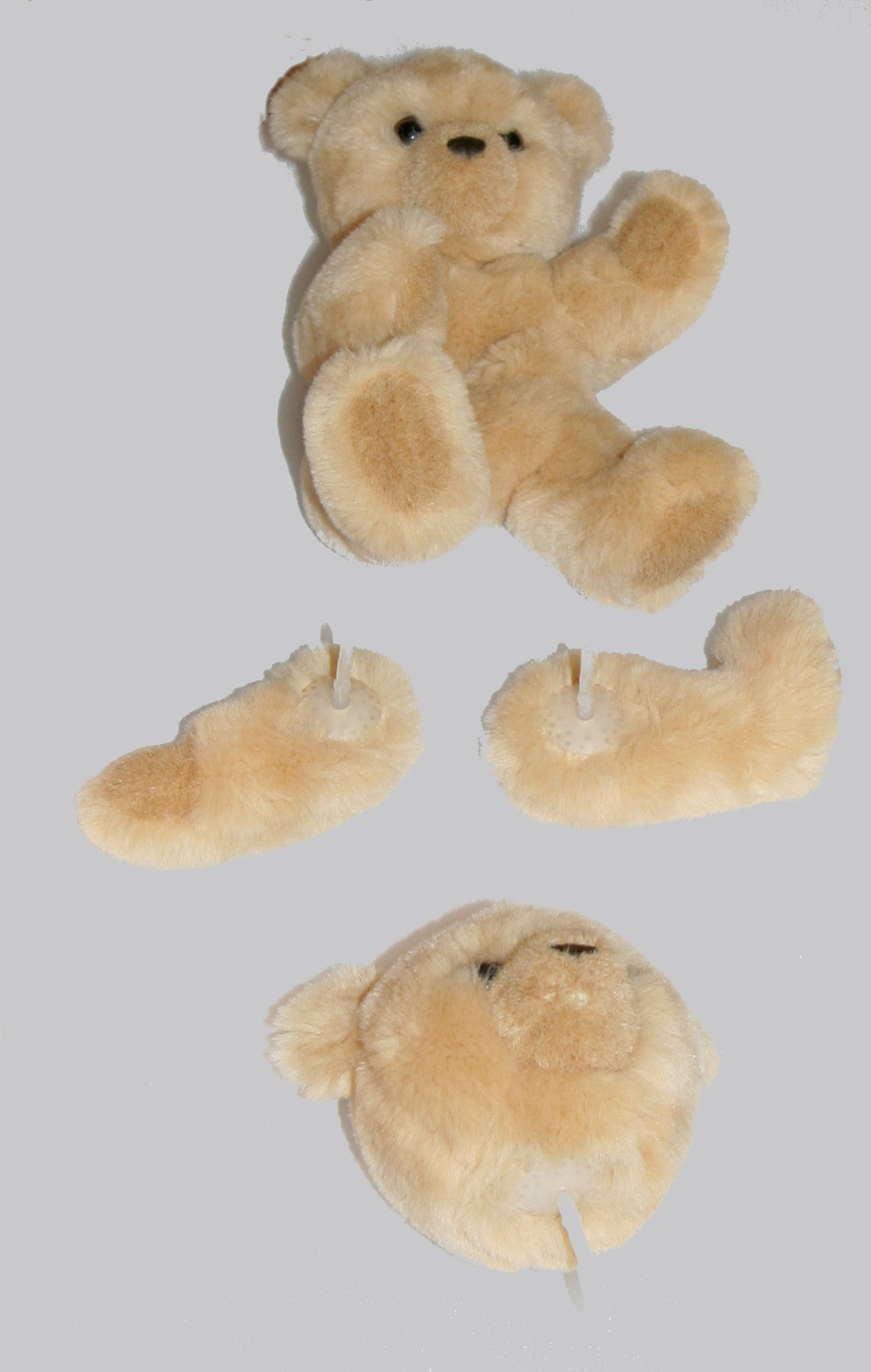
Montage

## Psychologie
Kinder verwenden einen Teddybären als Kuscheltier. In der kindlichen spielerischen Welt wird er – analog zu anderen Spielfiguren – lebendig und als Wesen erlebt, das dem Kind einerseits anvertraut ist und das andererseits als Beschützer des Kindes fungiert. So wird erklärlich, dass Kinder für ihren Teddy sorgen und ihn betreuen. Andererseits brauchen sie ihren Teddy, um bei Unsicherheit oder Alleinsein gewisse Geborgenheit zu erfahren. Der Teddybär dient auf diese Weise als Übergangsobjekt der Projektion von Erwartungen und Sehnsüchten. In einer bestimmten Phase der Entwicklung muss dann eine Ablösung von diesen frühkindlichen Vorstellungen erfolgen; allerdings können sich auch bei Erwachsenen infantile Tendenzen halten. Erwachsene verbinden mit einem Teddybären Erinnerungen an ihre Kindheit oder sie sehen Teddybären als Sammelobjekt.

## Schadstoffe
Industriell gefertigte Teddybären bringen unter Umständen Gefahren mit sich und sind in vielen Fällen mit Schadstoffen (wie zum Beispiel Nonylphenole, Formaldehyd, Nickel oder Weichmachern) belastet. Da Kinder, die das dritte Lebensjahr noch nicht überschritten haben, gerne ihr Spielzeug in den Mund nehmen, kann das zur Übertragung von Schadstoffen und im schlimmsten Fall sogar zu Krebserkrankungen führen.

## Biologie
Die bei Kuscheltieren kaum vermeidbare Verniedlichung brachte infolge äußerer Ähnlichkeiten bisweilen die falsche Zuordnung anderer Tierarten zur Familie der Bären mit sich. Klar zu unterscheiden sind:
- Bär – hier ähnelt den Spielzeug-Kuscheltieren vor allem der junge Braunbär.
- Kleiner Panda, auch als Katzenbär bezeichnet, der aber im Gegensatz zum Großen Panda kein Bär, sondern näher mit den Mardern und Kleinbären verwandt ist.
- Koala, auch aschgrauer Beutelbär oder Eukalyptusbär genannt, ist ein baumbewohnender Beutelsäuger in Australien. Er ist kein Bär, sondern ein australisches Beuteltier, das Eukalyptusbäume bewohnt.